# Empleo

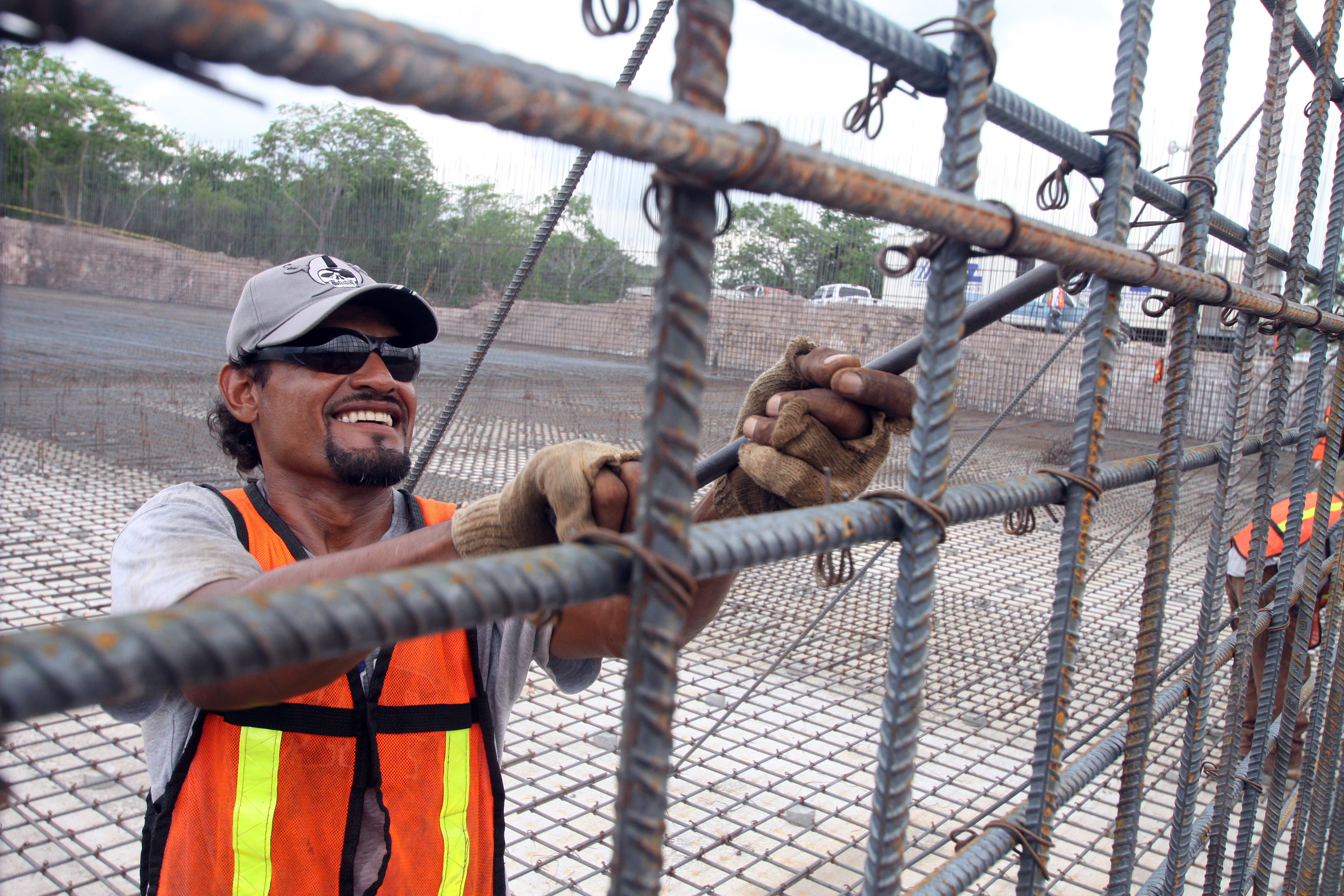
Trabajador ensamblando armadura para una planta de tratamiento de agua en Mazatlán, Sinaloa, México.

Empleo asalariado es el rol ocupacional social (trabajo) realizado en virtud de un contrato formal o de hecho, individual o colectivo, por el que se recibe una remuneración o salario. Al trabajador contratado se le denomina empleado y a la persona contratante empleador.
En términos simples, el empleo es cuando una persona trabaja para otra o para una empresa o negocio, realizando tareas específicas y señaladas a cambio de un pago. El empleado dice al empleador: "Te ayudaré con tu trabajo si me pagas por hacerlo".
En un sentido amplio, el término empleo se utiliza como antónimo de desempleo y designa todo trabajo por el cual se genera un ingreso monetario o, genéricamente, renta. Es decir, que incluye además del trabajo asalariado, el trabajo autónomo y en general, el realizado por la población ocupada, es decir, por la parte de la población activa que efectivamente está trabajando para obtener un beneficio económico. En la mayoría de las estadísticas se incluye en la población activa a integrantes de las unidades económicas familiares que participan en la producción. El debate de estos conceptos y categorías lleva a sostener que el trabajo doméstico también forma parte del empleo y debe reconocerse el valor que genera.
La tasa de ocupación o tasa de empleo, es el porcentaje que supone el número de ocupados sobre la población en edad de trabajar (o población en edad laboral). En cambio, la tasa de actividad es el porcentaje que supone el número de ocupados sobre la población activa. Esta población activa se compone de todos los que tienen un empleo más todos aquellos que no lo tienen, pero lo están buscando. Por tanto, la población activa siempre es menor que la población en edad laboral, ya que siempre hay un conjunto de personas en edad y condición de conseguir un empleo que no lo desean.

## Etimología
La palabra empleo deriva del verbo «emplear», que a su vez proviene del francés employer, y significa ‘acción y efecto de emplear’. De allí que también pueda referirse al uso que se hace de algo, por ejemplo: «El empleo de materiales audiovisuales facilita la enseñanza».

## Empleo formal e informal
Se denomina «empleo formal» al que se encuentra formalizado mediante la celebración de un contrato de trabajo entre el trabajador y el empleador, y se ajusta a los requerimientos de la ley. 
Por otro lado el «empleo informal» se establece en sectores de la economía donde no se ejercen los suficientes controles tributarios o laborales, y comprende la actividad laboral de trabajadores independientes, como vendedores ambulantes sin licencia, y trabajos «en negro». Este tipo de trabajo, en la mayoría de los casos, está mal remunerado y se suelen ofrecer condiciones laborales deficientes. Además, como no cuenta con la debida protección legal para las relaciones laborales, deja a los trabajadores sin indemnización en caso de despido indebido, sin derecho al subsidio de desempleo y sin derecho a pensión.
El empleo informal se encuentra muy extendido en los países en desarrollo (60 % del total de los trabajadores en 2009, según un estudiode la Organización Internacional del Trabajo), cuya estructura económica no logra ocupar a extensos segmentos de la población en aptitud de trabajar y lanza a quienes pierden su empleo a realizar una serie de pequeñas actividades económicas en el área de los servicios, la artesanía, la construcción, el comercio ambulante y otras zonas de la actividad productiva. 
En los países desarrollados también se da la economía informal, pero se engloba en el concepto de economía sumergida, que comprende también las actividades ilegales. Esta economía sumergida supone entre el 10 y el 30% del PIB de los países de la Unión Europea.

## Empleo de medio tiempo y de tiempo completo
Generalmente los empleos tienen una jornada laboral de ocho horas por día. Sin embargo, las personas pueden optar por trabajar turnos completos o medios según su conveniencia o posibilidades.
El empleo de medio tiempo es aquel en que se contrata a una persona para que ejecute una serie de funciones únicamente durante la mitad de la jornada usual de trabajo.
Este tipo de empleos son muy procurados por los aprendices, pasantes o estudiantes, que compatibilizan su actividad laboral con sus estudios para ganar un poco de experiencia y algunos ingresos económicos extra.
Por su parte, en el empleo de tiempo completo la persona es contratada para que realice un conjunto de labores durante la totalidad de la jornada laboral.

## Empleo temporal y empleo fijo
Los empleos se pueden clasificar por el tiempo por cual es formulado el contrato de trabajo, el cual puede ser temporal o fijo.
Se denomina como empleo temporal aquel puesto de trabajo para el cual se contratan los servicios de una persona durante un período determinado, que puede ser, por ejemplo, por tres meses, seis meses o un año.
En algunos países, de hecho, existen empresas dedicadas exclusivamente a contratar trabajadores para empleos temporales, en dicho caso, el trabajo temporal supone la celebración de un contrato entre las tres partes: trabajador, agencia de trabajo temporal y empleador.
El empleo fijo, por su parte, es aquel para el cual se contrata a una persona de manera indeterminada a fin de ejercer un conjunto de funciones específicas dentro de una empresa.

## Modelos de relación laboral
Los estudiosos conceptualizan la relación laboral de diversas maneras. Una clave supuesta es hasta qué punto la relación laboral incluye necesariamente conflictos de intereses entre empresarios y trabajadores, y la forma que dichos conflictos pueden adoptar. En la teoría económica, el mercado laboral media en todos estos conflictos, de modo que se supone que los empresarios y los trabajadores que establecen una relación laboral encuentran este acuerdo en su propio interés. En la teoría de la gestión de recursos humanos, se supone que empresarios y trabajadores comparten intereses (o una unidad de intereses, de ahí la etiqueta "unitarismo"). Los conflictos existentes se consideran una manifestación de políticas deficientes de gestión de los recursos humanos o de choques interpersonales, como los conflictos de personalidad, que pueden y deben resolverse. Desde la perspectiva de las relaciones laborales pluralistas, la relación laboral se caracteriza por una pluralidad de partes interesadas con intereses legítimos (de ahí la etiqueta "pluralismo"), y algunos conflictos de intereses se consideran inherentes a la relación laboral (por ejemplo, salarios frente a beneficios). Por último, el paradigma crítico hace hincapié en los conflictos de intereses antagónicos entre diversos grupos (por ejemplo, las clases capitalista y trabajadora en competencia en un marco marxista) que forman parte de un conflicto social más profundo de relaciones de poder desiguales. Como resultado, existen cuatro modelos comunes de empleo:
1. Economía dominante: el empleo se considera una transacción mutuamente ventajosa en un mercado libre entre iguales legales y económicos con intereses propios.
2. Gestión de recursos humanos (unitarismo): el empleo es una asociación a largo plazo entre empleados y empleadores con intereses comunes.
3. Relaciones laborales pluralistas: el empleo es un intercambio negociado entre partes interesadas con algunos intereses económicos comunes y otros contrapuestos y un poder de negociación desigual debido a la imperfección de los mercados laborales.[12]
4. Relaciones industriales críticas: el empleo es una relación de poder desigual entre grupos que compiten entre sí, incrustada en las desigualdades sistémicas de todo el sistema sociopolíticoeconómico e inseparable de ellas.

Estos modelos son importantes porque ayudan a revelar por qué los individuos mantienen perspectivas diferentes sobre las políticas de gestión de recursos humanos, los sindicatos y la regulación del empleo. Por ejemplo, las políticas de gestión de recursos humanos se consideran dictadas por el mercado en la primera visión, como mecanismos esenciales para alinear los intereses de empleados y empleadores y crear así empresas rentables en la segunda visión, como insuficientes para velar por los intereses de los trabajadores en la tercera visión, y como herramientas de gestión manipuladoras para dar forma a la ideología y la estructura del lugar de trabajo en la cuarta visión.

## Trabajadores pobres

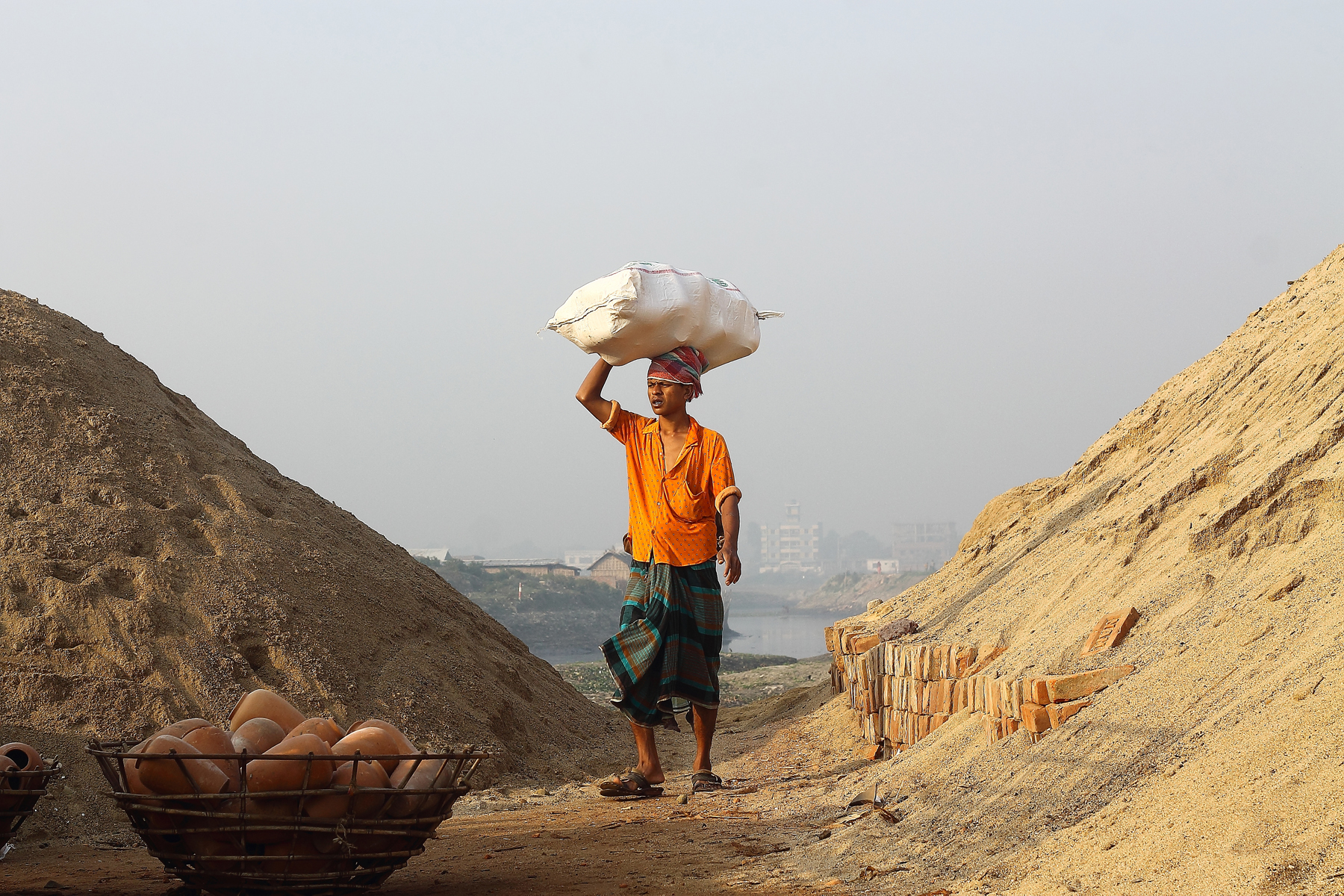
Un trabajador en Daca, Bangladés.

El empleo no garantiza escapar de la pobreza, la Organización Internacional del Trabajo (OIT) calcula que hasta el 40% de los trabajadores son pobres, no ganan lo suficiente para mantener a sus familias por encima del umbral de pobreza de 2 dólares al día. Por ejemplo, en India la mayoría de los pobres crónicos son asalariados en empleos formales, porque sus trabajos son inseguros y mal pagados y no ofrecen la posibilidad de acumular riqueza para evitar riesgos. Según el UNRISD, el aumento de la productividad laboral parece tener un impacto negativo en la creación de empleo: en la década de 1960, un aumento del 1% en la producción por trabajador se asoció con una reducción del crecimiento del empleo del 0. 07%, en la primera década de este siglo el mismo aumento de la productividad implica una reducción del crecimiento del empleo del 0,54%. Tanto el aumento de las oportunidades de empleo como el aumento de la productividad laboral (siempre que también se traduzca en salarios más altos) son necesarios para hacer frente a la pobreza. Un aumento del empleo sin un aumento de la productividad conduce a un aumento del número de "trabajadores pobres", razón por la cual algunos expertos promueven ahora la creación de "calidad" y no de "cantidad" en las políticas del mercado laboral. Este enfoque pone de relieve cómo una mayor productividad ha ayudado a reducir la pobreza en Asia Oriental, pero el impacto negativo está empezando a notarse. En Vietnam, por ejemplo, el crecimiento del empleo se ha ralentizado mientras que el crecimiento de la productividad ha continuado. Además, los aumentos de productividad no siempre conducen a un aumento de los salarios, como puede verse en Estados Unidos, donde la brecha entre productividad y salarios ha ido en aumento desde la década de 1980.
Los investigadores del Instituto de Desarrollo de Ultramar sostienen que existen diferencias entre los sectores económicos a la hora de crear empleo que reduzca la pobreza. Se examinaron 24 casos de crecimiento, en los que 18 redujeron la pobreza. Este estudio demostró que otros sectores eran igual de importantes a la hora de reducir el desempleo, como el sector manufacturero. El sector servicios es el más eficaz a la hora de traducir el crecimiento de la productividad en crecimiento del empleo. La agricultura proporciona una red de seguridad para el empleo y un amortiguador económico cuando otros sectores tienen dificultades.

## Remuneración
Hay muchas formas de remunerar a los empleados: por horas, a destajo, por salario anual o por gratificaciones (estas últimas suelen combinarse con otra forma de pago). En los trabajos de ventas y en los puestos inmobiliarios, el empleado puede cobrar una comisión, un porcentaje del valor de los bienes o servicios que ha vendido. En algunos campos y profesiones (por ejemplo, puestos ejecutivos), los empleados pueden optar a una prima si cumplen determinados objetivos. A algunos ejecutivos y empleados se les puede pagar en acciones u opciones sobre acciones, un enfoque de compensación que tiene el beneficio añadido, desde el punto de vista de la empresa, de ayudar a alinear los intereses del individuo compensado con los resultados de la empresa.
En virtud de la doctrina del servidor infiel, una doctrina contemplada en las leyes de varios estados de Estados Unidos, y más concretamente en la ley del estado de Nueva York, un empleado que actúa infielmente hacia su empleador debe perder toda la compensación que recibió durante el periodo de su deslealtad.

## Organización de los trabajadores
Los empleados pueden organizarse en sindicatos, que representan a los trabajadores para negociar colectivamente con la dirección de las organizaciones las condiciones laborales y contractuales y los servicios.

## Formación y desarrollo
Por formación y desarrollo se entiende el esfuerzo del empresario por dotar al empleado nuevo contratado de las competencias necesarias para desempeñar su trabajo y ayudarle a crecer dentro de la organización. También se emplea para un trabajador no nuevo para mejorar sus competencias. Un nivel adecuado de formación y desarrollo contribuye a mejorar la satisfacción laboral de los empleados.

## Cuestiones relacionadas con la edad

### Trabajadores más jóvenes

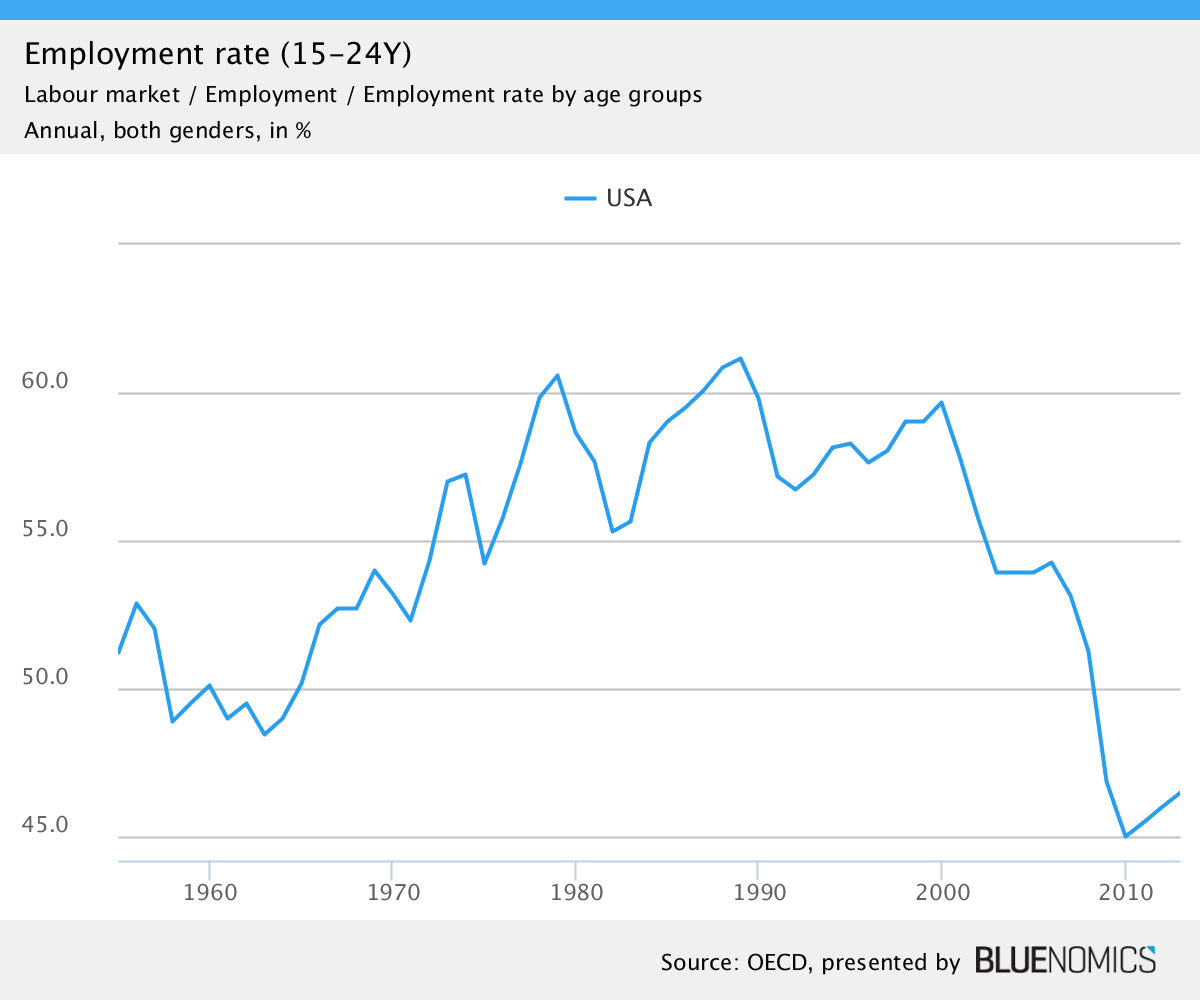
Tasa de empleo juvenil en EE.UU., es decir, la relación entre las personas empleadas (15-24 años) en una economía y la población activa total (15-24 años)

Los trabajadores jóvenes corren un mayor riesgo de sufrir lesiones profesionales y se enfrentan a determinados riesgos laborales en mayor medida; esto se debe generalmente a que trabajan en sectores de alto riesgo. Por ejemplo, en Estados Unidos, los jóvenes se lesionan en el trabajo el doble que sus homólogos de más edad. Estos trabajadores también corren un mayor riesgo de sufrir accidentes de tráfico en el trabajo, debido a una menor experiencia laboral, un menor uso del cinturón de seguridad y un mayor índice de distracciones al volante. Para mitigar este riesgo, los menores de 17 años tienen restringido el acceso a determinados tipos de conducción, incluido el transporte de personas y mercancías en determinadas circunstancias.
Entre los sectores de alto riesgo para los trabajadores jóvenes se encuentran la agricultura, la restauración, la gestión de residuos y la minería. En Estados Unidos, los menores de 18 años no pueden realizar determinados trabajos considerados peligrosos en virtud de la Ley de Normas Laborales Justas (Fair Labor Standards Act).
Los programas de empleo juvenil son más eficaces cuando incluyen tanto formación teórica en el aula como formación práctica con prácticas.

## Trabajadores de más edad
Las personas que han superado la edad legal de jubilación pueden seguir trabajando, ya sea por placer o por necesidad. Sin embargo, dependiendo de la naturaleza del trabajo, los trabajadores de más edad pueden necesitar una transición hacia formas de trabajo menos físicas para evitar lesiones. Trabajar más allá de la edad de jubilación también tiene efectos positivos, porque da sentido a la vida y permite mantener las redes sociales y los niveles de actividad. Los trabajadores mayores suelen ser discriminados por los empresarios.